# ARL14
ARL14 (англ. ADP ribosylation factor like GTPase 14) – білок, який кодується однойменним геном, розташованим у людей на 3-й хромосомі. Довжина поліпептидного ланцюга білка становить 192 амінокислот, а молекулярна маса — 21 588.
| 10         |  | 20         |  | 30         |  | 40         |  | 50         |
| ---------- |  | ---------- |  | ---------- |  | ---------- |  | ---------- |
| MGSLGSKNPQ |  | TKQAQVLLLG |  | LDSAGKSTLL |  | YKLKLAKDIT |  | TIPTIGFNVE |
| MIELERNLSL |  | TVWDVGGQEK |  | MRTVWGCYCE |  | NTDGLVYVVD |  | STDKQRLEES |
| QRQFEHILKN |  | EHIKNVPVVL |  | LANKQDMPGA |  | LTAEDITRMF |  | KVKKLCSDRN |
| WYVQPCCALT |  | GEGLAQGFRK |  | LTGFVKSHMK |  | SRGDTLAFFK |  | QN         |

A: Аланін

C: Цистеїн

D: Аспарагінова кислота

E: Глутамінова кислота

F: Фенілаланін

G: Гліцин

H: Гістидин

I: Ізолейцин

K: Лізин

L: Лейцин

M: Метіонін

N: Аспарагін

P: Пролін

Q: Глутамін

R: Аргінін

S: Серин

T: Треонін

V: Валін

W: Триптофан

Білок має сайт для зв'язування з нуклеотидами, ГТФ. 
Локалізований у цитоплазматичних везикулах.